# Parafia św. Antoniego w Kotuniu
Parafia Świętego Antoniego w Kotuniu – parafia rzymskokatolicka z siedzibą w Kotuniu.
Parafia erygowana w 1922. Obecny kościół parafialny murowany, wybudowany w latach 1948–1953, konsekrowany w 1954. Mieści się przy ulicy Kościelnej.

## Zasięg parafii
Do parafii należą wierni z miejscowości: Kotuń, Broszków, Polaki, Józefin oraz Pieróg.